# Панайот Русалиев
Панайот Янев Русалиев е български политик, кмет на град Бургас.

## Биография
Роден е през 1846 година в град Бургас. Два пъти е кмет на Бургас – от 27 януари 1887 до 15 септември същата година и от 20 март до 7 април 1908 година. Брат е на Ясен Русалиев, който също е бил кмет на Бургас. На 27 януари 1887 комисия в състава Панайот Русалиев, Димитър Филипов, Атанасаки Хараламбов, Сотир Костадинов, Али Ефенди, Хабиб Ага и Вълчо Стоянов с тайно гласуване избират за кмет Панайот Русалиев, а за зам. кмет Димитър Филипов. С указ № 209 на 15 септември 1887 Русалиев е уволнен. Между кметските мандати и след тях се занимава с търговия и рентиерство. Бил е училищен и църковен настоятел. Умира през 1922 година в родния си град.